# Vaccinium fragile
Vaccinium fragile är en ljungväxtart som beskrevs av Adrien René Franchet. Vaccinium fragile ingår i Blåbärssläktet, och familjen ljungväxter. Utöver nominatformen finns också underarten V. f. mekongense.